# Épisodes d'Emerald City
Cet article présente le guide des épisodes de la série télévisée américaine Emerald City.

## Généralités
- Aux États-Unis, la série a été diffusée du 6 janvier 2017 au 3 mars 2017 sur le réseau NBC.
- Au Canada, elle est diffusée à partir du 22 mai 2017 sur le réseau Global[1].

## Distribution

### Acteurs principaux
- Adria Arjona : Dorothy Gale
- Vincent D'Onofrio : Franck / Le Magicien d'Oz
- Oliver Jackson-Cohen : Lucas / Roan / « l'épouvantail »
- Gerran Howell (en) : Jack / « l'homme de fer »
- Ana Ularu : West la sorcière de l'Ouest
- Jordan Loughran : Tip / Ozma
- Mido Hamada (en) : Eamonn / « le lion »
- Joely Richardson : Glinda, la sorcière du Nord

### Acteurs récurrents
- Isabel Lucas : Anna
- Stefanie Martini : Lady Ev
- Roxy Sternberg : Elizabeth
- Rebeka Rea : Sylvie
- Ólafur Darri Ólafsson : Ojo
- Vahid Gold : Toby
- Suan-Li Ong : Isabel
- Amber Rose Revah : Miranda
- Stewart Scudamore : Hugh
- Gina McKee : Jane

### Invités
- Margareta Szabo : Maeve
- Mia Mountain : Nahara
- Maté Hauman : Capitaine d'Oz
- Florence Kasumba : East

## Épisodes

### Épisode 1: Titre français inconnu (The Beast Forever)
- États-Unis : 6 janvier 2017 sur NBC[2]
- Canada : 22 mai 2017 sur Global

- États-Unis : 4,49 millions de téléspectateurs[3] (première diffusion)

### Épisode 2: Titre français inconnu (Prison of the Abject)
- États-Unis : 6 janvier 2017 sur NBC[2]
- Canada : 22 mai 2017 sur Global

- États-Unis : 4,49 millions de téléspectateurs[3] (première diffusion)

### Épisode 3: Titre français inconnu (Mistress-New-Mistress)
- États-Unis : 13 janvier 2017 sur NBC
- Canada : 29 mai 2017 sur Global

- États-Unis : 3,22 millions de téléspectateurs[4] (première diffusion)

### Épisode 4: Titre français inconnu (Science and Magic)
- États-Unis : 20 janvier 2017 sur NBC
- Canada : sur Global

- États-Unis : 2,83 millions de téléspectateurs[5] (première diffusion)

### Épisode 5: Titre français inconnu (Everybody Lies)
- États-Unis : 27 janvier 2017 sur NBC

- États-Unis : 2,79 millions de téléspectateurs[6] (première diffusion)

### Épisode 6: Titre français inconnu (Beautiful Wickedness)
- États-Unis : 3 février 2017 sur NBC

- États-Unis : 2,42 millions de téléspectateurs[7] (première diffusion)

### Épisode 7: Titre français inconnu (They Came First)
- États-Unis : 10 février 2017 sur NBC

- États-Unis : 2,34 millions de téléspectateurs[8] (première diffusion)

### Épisode 8: Titre français inconnu (Lions in Winter)
- États-Unis : 17 février 2017 sur NBC

- États-Unis : 2,47 millions de téléspectateurs[9] (première diffusion)

### Épisode 9: Titre français inconnu (The Villain That's Become)
- États-Unis : 24 février 2017 sur NBC

- États-Unis : 2,36 millions de téléspectateurs[10] (première diffusion)

### Épisode 10: Titre français inconnu (No Place Like Home)
- États-Unis : 3 mars 2017 sur NBC

- États-Unis : 2,87 millions de téléspectateurs[11] (première diffusion)